# A manipulátor (film)
A manipulátor (eredeti címe: The Contender) 2000-es amerikai politikai filmdráma, melyet Rod Lurie írt és rendezett. A főbb szerepekben Gary Oldman, Joan Allen, Jeff Bridges és Christian Slater látható.
A 2000-es Torontói Nemzetközi Fesztiválon mutatták be szeptember 10-én. Magyarországon nem futott a mozikban, hanem videókazettán volt elérhető 2001. szeptember 27-től. A manipulátort Oscar-díjra, Golden Globe-díjra és Screen Actors Guild-díjra is jelölték, de egyet sem sikerült díjra váltania.

## Cselekmény
Az alelnök halála után Jackson Evans demokrata elnöknek új alelnököt kell jelölnie. Jack Hathaway kormányzót tartják a favoritnak, különösen azután, hogy egy merész, bár sikertelen akcióban megpróbált megmenteni egy nőt a vízbefulladástól. Evans azonban Laine Hanson szenátort választja.
A republikánus Sheldon Runyon, aki gyűlöli az elnököt, és ezért meg akarja torpedózni a jelölését, illinois-i kongresszusi képviselőként egy parlamenti bizottságot vezet, amely Hanson alkalmasságát vizsgálja. Olyan fotókat tesz közzé, amelyeken állítólag Hanson diákként egy szexorgián szerepel. Utóbbi azonban nem hajlandó kommentálni a fotókat, valamint az ezzel kapcsolatos vádakat.
Evans ezután találkozik Runyonnal, és azt javasolja, hogy Hathawayt jelölje, ha Runyon a saját karrierjével kezeskedik érte. A férfi beleegyezik, és így is tesz. Később kiderül, hogy a megfulladt nő balesete megrendezett volt. Hathaway 200 000 dollárt utalt át a 14. öbölbeli ezred egyik fiatal nőjének, hogy az autójával letérjen az útról, egy folyóba zuhanjon, és Hathaway mentse ki. A leleplezés után Hathawayt gondatlanságból elkövetett emberölés miatt letartóztatják.
Amikor szemtanúk kerülnek elő, akik megerősítik, hogy Hanson egyáltalán nem vett részt semmilyen orgiában, Evans meg akarja tartani Hansont. Utóbbi egy magánbeszélgetésen azt is elmondja az elnöknek, hogy a jobb combján van egy anyajegy, ami a fotókon ábrázolt nőnél hiányzik. Ennek ellenére lemond a jelöltségéről, mert a bizottság által feltett kérdésekre való válaszadás csak a törvényesség megerősítéséhez vezetne.
Evans megjelenik az amerikai kongresszus előtt. Tönkreteszi Runyon hírnevét és karrierjét, és Hansont javasolja alelnöknek a lemondása ellenére. A kongresszus egyhangú tapsa jelzi, hogy az elnök kívánsága teljesül.

## Szereplők
| Szerep                            | Színész           | Magyar hangja     |
| --------------------------------- | ----------------- | ----------------- |
| Laine Hanson szenátorasszony      | Joan Allen        | Farkasinszky Edit |
| Sheldon Runyon képviselő          | Gary Oldman       | Epres Attila      |
| Jackson Evans elnök               | Jeff Bridges      | Sörös Sándor      |
| Reginald Webster képviselő        | Christian Slater  | Dózsa Zoltán      |
| Kermit Newman                     | Sam Elliott       | Szokolay Ottó     |
| Jack Hathaway kormányzó           | William Petersen  | Orosz István      |
| Oscar Billings                    | Philip Baker Hall | Várday Zoltán     |
| Jerry Tolliver                    | Saul Rubinek      | Harmath Imre      |
| William Hanson                    | Robin Thomas      | Végh Péter        |
| Lewis Hollis                      | Mike Binder       | Szűcs Sándor      |
| Paige Willomina különleges ügynök | Kathryn Morris    | Csondor Kata      |
| Fiona Hathaway                    | Kristen Shaw      | Németh Kriszta    |
| Cynthia Charlton Lee              | Mariel Hemingway  | Ullmann Zsuzsa    |
| Makerowitz                        | Douglas Urbanski  | Bolla Róbert      |
| Timmy                             | Noah Fryrear      | n.a               |
| Dierdra                           | Angelica Torn     | n.a               |
| Paul Smith                        | Joe Taylor        | Kapácsy Miklós    |
| Skakle kongresszusi képviselő     | Kevin Geer        | Katona Zoltán     |
| Harding kongresszusi képviselő    | Doug Roberts      | n.a               |
| Marshall kongresszusi képviselő   | Bev Appleton      | n.a               |
| Glenda                            | Sandra Register   | Hirling Judit     |
| Peter Crenshaw                    | Anthony Booth     | n.a               |

## Fogadtatás
A manipulátor vegyes kritikákat kapott. A Rotten Tomatoeson 76%-os minősítést kapott 131 értékelés alapján, az összefoglaló szerint: „A manipulátor a politikai fűtöttséget nem fogja vissza, de az erős alakítások és a szilárd forgatókönyv segítik a végeredményt, hogy egy lebilincselő drámát kapjunk mindkét oldalról.”
A MetaCriticen 59 pontot kapott a 100-ból 35 vélemény alapján. Peter Travers a RollingStone-tól azt írta: „Amíg A manipulátor nem csúszik bele a pártos politikába és a közhelyes jámborságba, addig élénk, szórakoztató utazás.” Roger Ebert a Chicago Sun Timestól azt írta: „Azon ritka filmek egyike, ami után meglepődve és jó hangulatban hagyod el a mozitermet, majd elkezded a filmet megvitatni.” William Arnold a Seattle Post-Intelligencertől azt írta: „[A film] Bosszantóan sekélyes, tele egysíkú karakterekkel, és fele annyira sem merész, mint amennyire azt hiszi, hogy az.”
A film nem futott az Egyesült Államok területén kívül sok moziban. A Box Office Mojo szerint 17 millió dolláros bevételt szerzett hazai pályán a 22 millió dolláros összbevételből. A költségvetést ezzel alig lépte át 2 millió dollárral.

## Fontosabb díjak és jelölések
| Esemény                     | Díj                     | Kategória                                      | Eredmény |
| --------------------------- | ----------------------- | ---------------------------------------------- | -------- |
| 58. Golden Globe-gála       | Golden Globe-díj        | Legjobb női főszereplő – Joan Allen            | Jelölve  |
| 58. Golden Globe-gála       | Golden Globe-díj        | Legjobb férfi mellékszereplő – Jeff Bridges    | Jelölve  |
| 73. Oscar-gála              | Oscar-díj               | Legjobb női főszereplő – Joan Allen            | Jelölve  |
| 73. Oscar-gála              | Oscar-díj               | Legjobb férfi mellékszereplő – Jeff Bridges    | Jelölve  |
| 7. Screen Actors Guild-gála | Screen Actors Guild-díj | Legjobb női főszereplő (mozifilm) – Joan Allen | Jelölve  |
| 7. Screen Actors Guild-gála | Screen Actors Guild-díj | Legjobb férfi mellékszereplő – Jeff Bridges    | Jelölve  |
| 7. Screen Actors Guild-gála | Screen Actors Guild-díj | Legjobb férfi mellékszereplő – Gary Oldman     | Jelölve  |